# Troy (condado de Sauk, Wisconsin)
Troy es un pueblo ubicado en el condado de Sauk en el estado estadounidense de Wisconsin. En el Censo de 2010 tenía una población de 794 habitantes y una densidad poblacional de 5,64 personas por km².

## Geografía
Troy se encuentra ubicado en las coordenadas 43°14′46″N 89°55′20″O / 43.24611, -89.92222. Según la Oficina del Censo de los Estados Unidos, Troy tiene una superficie total de 140.77 km², de la cual 136.73 km² corresponden a tierra firme y (2.87%) 4.04 km² es agua.

## Demografía
Según el censo de 2010, había 794 personas residiendo en Troy. La densidad de población era de 5,64 hab./km². De los 794 habitantes, Troy estaba compuesto por el 97.61% blancos, el 0.25% eran afroamericanos, el 0% eran amerindios, el 0.25% eran asiáticos, el 0% eran isleños del Pacífico, el 1.76% eran de otras razas y el 0.13% pertenecían a dos o más razas. Del total de la población el 3.78% eran hispanos o latinos de cualquier raza.